# Hideo Fujimoto
 (décembre 2011).
Si vous disposez d'ouvrages ou d'articles de référence ou si vous connaissez des sites web de qualité traitant du thème abordé ici, merci de compléter l'article en donnant les références utiles à sa vérifiabilité et en les liant à la section « Notes et références ».
Hideo Fujimoto (né le 10 mai 1918 à Busan, Corée, mort le 26 avril 1997) est un lanceur japonais de baseball.
Il détient le record du baseball japonais pour la meilleure moyenne de points mérités (1,90) en carrière et la meilleure en une seule saison (0,73). Il remporte en 1949 le prix Eiji Sawamura remis au meilleur lanceur de la NPB et lance en 1950 avec les Yomiuri Giants le premier match parfait de l'histoire de cette ligue.